# Protorthodes argentoppida
Protorthodes argentoppida là một loài bướm đêm trong họ Noctuidae.